# Yun Ok-hee
Yun-Ok-Hee, född 1 mars 1985, är en bågskytt från Sydkorea som deltog vid bågskyttetävlingarns i olympiska sommarspelen 2008 och vann en bronsmedalj individuellt och en guldmedalj i lagtävlingen.

## Meriter

### Olympiska meriter

#### Olympiska sommarspelen 2008
| Namn                                    | Gren         | Rankingrunda | Rankingrunda | 32-delsfinal                     | 16-delsfinal                 | 8-delsfinal               | Kvartsfinal                | Semifinal                     | Final                      | Final  |
| Namn                                    | Gren         | Poäng        | Seed         | Resultat                         | Resultat                     | Resultat                  | Resultat                   | Resultat                      | Resultat                   | Plats  |
| --------------------------------------- | ------------ | ------------ | ------------ | -------------------------------- | ---------------------------- | ------------------------- | -------------------------- | ----------------------------- | -------------------------- | ------ |
| Yun Ok-hee                              | Individuellt | 667          | 2            | Kamaltdinova (TJK)(63) W 109-102 | Beaudet (CAN) (34) W 114-107 | Chen (CHN) (15) W 113-103 | Lorig (USA) (26) W 111-105 | Juanjuan (CHN) (27) L 111-109 | Un Sil (PRK) (5) W 109-106 | Bronze |
| Joo Hyun-jung Park Sung-hyun Yun Ok-hee | Lag          | 2004         | 1            |                                  |                              |                           | Italien (9) W 231-217      | Frankrike (5) W 213-184       | Kina (3) W 224-215         | Gold   |